# Kommuninvånare i samverkan
Kommuninvånare i samverkan (KIS) var ett lokalt politiskt parti i Grums kommun.

## Valresultat
| År   | Röster | %    | Mandat  |
| ---- | ------ | ---- | ------- |
| 1998 | 514    | 8,9  | 3 av 31 |
| 2002 | 173    | 3,17 | 1 av 31 |
| 2006 | 85     | 1,53 | 0 av 31 |